# تومي إنجل
تومي إنجل (بالألمانية: Tommy Engel)‏ (و. 1949 – م) هو موسيقي، وممثل، ومغني، من ألمانيا، ولد في كولونيا.

## وصلات خارجية
- تومي إنجل على موقع IMDb (الإنجليزية)
- تومي إنجل على موقع ميوزك برينز (الإنجليزية)
- تومي إنجل على موقع أول ميوزيك (الإنجليزية)
- تومي إنجل على موقع ديسكوغز (الإنجليزية)